# Ludwik V Gnuśny
Ludwik V Gnuśny (ur. ok. 967, zm. 21 maja 987) – król zachodnich Franków (Francji) 986-987, ostatni władca z dynastii Karolingów.

## Życiorys
Najstarszy syn króla Lotara i Emmy, córki Lotara II, króla Włoch. Ludwik został koronowany już w 979 r., ale władzę objął po śmierci ojca w 986 roku.
Ponieważ panował tylko jeden rok i niewiele mógł w tym czasie zdziałać, być może dlatego średniowieczni kronikarze obdarzyli go przydomkiem "qui nihil facit – który nic nie zrobił".
Ludwik V był żonaty od 982 r. z Adelajdą Andegaweńską, córką Fulka II - hrabiego Andegawenii, dwukrotną wdową. Już w 984 r. Adelajda została odsunięta przez męża i stracono możliwość przedłużenia istnienia dynastii karolińskiej.
Jego głównym posunięciem było zwołanie Franków na zjazd w Compiègne, w celu osądzenia arcybiskupa Reims, Adalberona, który wspierał Ottona II w jego konflikcie z Lotarem. Zmarł w przeddzień zjazdu po upadku z konia, choć niewykluczone również, że został otruty przez własną matkę. Zwołany przez niego zjazd zajął się zatem wyborem nowego króla.
Ludwik V Gnuśny był ostatnim królem zachodniofrankijskim wywodzącym się z dynastii Karolingów francuskich. Po nim w 987 r. koronę francuską otrzymał Hugo Kapet, wywodzący się z rodu Robertynów, który dał początek dynastii królewskiej Kapetyngów.